# Adolphe Dechamps
Pour les articles homonymes, voir Dechamps.
Adolphe Dechamps (Melle le 18 juin 1807 - Château de Scailmont à Manage le 19 juillet 1875) était un homme politique belge de tendance catholique, ministre d'État et membre de la Chambre des représentants de Belgique.

## Biographie
Fils d'Adrien Dechamps qui dirigeait un pensionnat d'enseignement primaire et moyen. Adolphe Dechamps étudia les mathématiques et la philosophie enseigné par son propre père. Il fut d'abord député et gouverneur du Luxembourg le 19 juin 1842. Il assuma la fonction de ministre à deux reprises. De 1843 à 1847, il fut ministre des Travaux publics dans le Gouvernement Nothomb après remaniement de celui-ci. Il assura la même fonction dans le gouvernement Van de Weyer et fut ministre des Affaires étrangères dans le gouvernement de Theux II (1846-1847). Par ailleurs, il était le frère du cardinal Victor-Auguste Dechamps.
Piètre financier, Adolphe Dechamps n'en fut pas moins actif dans ce milieu aussi puisqu'il fut président du conseil d'administration d'un charbonnage à Manage ainsi qu'administrateur de la Compagnie des Chemins de fer du Nord, de la compagnie des Chemins de fer du Haut et Bas Flénu, de la compagnie du Chemin de fer de Manage-Piéton, de la Compagnie centrale pour Construction et l'Entretien des chemins de fer (cofondateur en 1871), de la Banque hypothécaire belge; de la Banque de Crédit foncier et industriel, et du Crédit foncier international, devenu plus tard la Société Foncière Internationale.

## Carrière politique
- Député de l'arrondissement d'Ath de 1834 à 1847.
- Gouverneur du Luxembourg de 1842 à 1843.
- Député de l'arrondissement de Charleroi de 1847 à 1857 et de 1859 à 1864.
- Ministre des Travaux publics de 1843 à 1846.
- Ministre des Affaires étrangères de 1846 à 1847.

## Distinction
- Il fut nommé ministre d'État le 6 juin 1856 ;
- Grand officier de l'ordre de Léopold le 7 juin 1861.